# العلاقات المغربية البلجيكية
العلاقات المغربية البلجيكية هي العلاقات الثنائية التي تجمع بين المغرب وبلجيكا.

## دعم بلجيكا لمبادرة الحكم الذاتي
في إطار الدينامية الأوروبية والدولية التي تبلورت تحت قيادة العاهل المغربي الملك محمد السادس، و الداعمة لمبادرة الحكم الذاتي وسيادة المغرب على صحرائه، جددت بلجيكا، سنة 2025، على لسان وزير خارجيتها، برنارد كوينتين، موقفها الداعم لهذه المبادرة باعتبارها حلا جديا و موثوقا، إلى جانب كونها أساسا جيدا لحل مقبول من الأطراف، و يأتي هذا الدعم انسجاماً مع الدينامية الدولية الأخيرة، التي أبرزتها القرار 2756 لمجلس الأمن التابع للأمم المتحدة، والذي دعا إلى استثمار هذا الزخم من أجل التوصل إلى تسوية سياسية دائمة.
و في نفس السياق، أعلن جورج لويس-بوشيه، رئيس حزب “الحركة الإصلاحية ببلجيكا”، في  14 ماي  2025، عن تقديم مقترح قانون يهدف إلى الاعتراف بسيادة المغرب على صحرائه، وأوضح  ضمن شريط فيديو عبر حسابه الرسمي بـ”إكس”، أن “هذا المقترح المقدم لمجلس النواب البلجيكي يأتي بفعل التحديات المشتركة بين بروكسيل والرباط”، و أضاف الفاعل السياسي عينه: “لهذا الغرض، أقدّم إلى مجلس النواب مقترح قانون للاعتراف بسيادة المغرب على الصحراء، وكذلك لدعم خطة الحكم الذاتي التي اقترحها المغرب”، مشددا على أن “هذا أمر أساسي بالنسبة للمغرب، وجوهري في علاقتنا القائمة على الصداقة”.  

## مقارنة بين البلدين
هذه مقارنة عامة ومرجعية للدولتين:
| وجه المقارنة                                              | المغرب                                 | بلجيكا                                                                              |
| --------------------------------------------------------- | -------------------------------------- | ----------------------------------------------------------------------------------- |
| المساحة (كم2)                                             | 710.85 ألف                             | 30.53 ألف                                                                           |
| عدد السكان (نسمة)                                         | 36.07 مليون                            | 11.37 مليون                                                                         |
| الكثافة السكانية (ن./كم²)                                 | 50.74                                  | 372.42                                                                              |
| العاصمة                                                   | الرباط                                 | بروكسل                                                                              |
| اللغة الرسمية                                             | اللغة العربية، أمازيغية معيارية مغربية | اللغة الهولندية، لغة فرنسية، اللغة الألمانية                                        |
| العملة                                                    | درهم مغربي                             | يورو، فرنك بلجيكي                                                                   |
| الناتج المحلي الإجمالي (بليون دولار)                      | 109.14 مليار                           | 492.68 مليار                                                                        |
| الناتج المحلي الإجمالي (تعادل القوة الشرائية) بليون دولار | 274.06 مليار                           | 514.74 مليار                                                                        |
| الناتج المحلي الإجمالي الاسمي للفرد دولار أمريكي          | 2.88 ألف                               | 40.32 ألف                                                                           |
| الناتج المحلي الإجمالي للفرد دولار أمريكي                 | 7.49 ألف                               | 43.44 ألف                                                                           |
| مؤشر التنمية البشرية                                      | 0.628                                  | 0.890                                                                               |
| رمز المكالمات الدولي                                      | +212                                   | +32                                                                                 |
| رمز الإنترنت                                              | .ma                                    | .be                                                                                 |
| المنطقة الزمنية                                           | ت ع م+01:00                            | توقيت وسط أوروبا، ت ع م+01:00، ت ع م+02:00، توقيت وسط أوروبا الصيفي، أوروبا/بروكسل ‏ |

## مدن متوأمة
في ما يلي قائمة باتفاقيات التوأمة بين مدن مغربية وبلجيكية:
- ترتبط المحمدية مع غنت باتفاقية توأمة.
- ترتبط طنجة مع لياج باتفاقية توأمة منذ 2014.

## منظمات دولية مشتركة
يشترك البلدان في عضوية مجموعة من المنظمات الدولية، منها:
| علم المنظمة | اسم المنظمة                               | تاريخ انضمام المغرب | تاريخ انضمام بلجيكا |
| ----------- | ----------------------------------------- | ------------------- | ------------------- |
|             | الاتحاد البريدي العالمي                   | ?                   | ?                   |
|             | مؤسسة التنمية الدولية                     | 29 ديسمبر 1960      | 2 يوليو 1964        |
|             | منظمة حظر الأسلحة الكيميائية              | ?                   | ?                   |
|             | منظمة التجارة العالمية                    | 1995                | ?                   |
|             | الأمم المتحدة                             | 12 نوفمبر 1956      | 27 ديسمبر 1945      |
|             | وكالة ضمان الاستثمار متعدد الأطراف        | 17 سبتمبر 1992      | 18 سبتمبر 1992      |
|             | منظمة الشرطة الجنائية الدولية             | ?                   | ?                   |
|             | مؤسسة التمويل الدولية                     | 30 أغسطس 1962       | 27 ديسمبر 1956      |
|             | المنظمة الهيدروغرافية الدولية             | ?                   | ?                   |
|             | الاتحاد الدولي للاتصالات                  | 1 نوفمبر 1956       | 1866                |
|             | البنك الدولي للإنشاء والتعمير             | 25 أبريل 1958       | 27 ديسمبر 1945      |
|             | البنك الإفريقي للتنمية                    | ?                   | ?                   |
|             | الفريق المعني برصد الأرض                  | ?                   | ?                   |
|             | المركز الدولي لتسوية المنازعات الاستشارية | 10 يونيو 1967       | 26 سبتمبر 1970      |
|             | يونسكو                                    | 7 نوفمبر 1956       | 29 نوفمبر 1946      |

## أعلام
هذه قائمة لبعض الشخصيات التي تربطها علاقات بالبلدين:
- مروان فيلايني (لاعب كرة قدم بلجيكي، من أصل مغربي، 22 نوفمبر 1987[28] – )
- ناصر الشاذلي (لاعب كرة قدم بلجيكي من أصل مغربي، 2 أغسطس 1989[29] – )
- نبيل درار (لاعب كرة قدم مغربي، 25 فبراير 1991 – )

## وصلات خارجية
- موقع وزارة الخارجية المغربية
- موقع وزارة الخارجية البلجيكية